# Tres poderes (programa de televisión)
Tres Poderes fue un programa de televisión periodístico argentino. Era conducido por Reynaldo Sietecase, Maximiliano Montenegro y Gerardo Rozín y se transmitía por el canal de aire América TV. El eje central del programa era la política y la economía de la Argentina, sobre la que realizaban informes y entrevistas en vivo.

## Historia

### Comienzos
Tres poderes comenzó en mayo de 2007 con la conducción de  Reynaldo Sietecase, Maximiliano Montenegro y Luis Majul. El primer programa trató sobre un caso de corrupción en las Fuerzas Armadas, el costo del congreso de la Nación y el supuesto atentado a la casa del entonces presidente Néstor Kirchner.
En 2008, para la segunda temporada del programa, se produce el ingreso de Gerardo Rozín en lugar de Luis Majul quien continuó con su programa La Cornisa. Luego del alejamiento de Majul, se produjo un enfrentamiento con sus excompañeros.

### Levantamiento del programa
El 7 de junio de 2009, en la campaña para las Elecciones legislativas de Argentina de 2009, fue entrevistado en el programa Francisco De Narváez, candidato a Diputado Nacional por Unión Pro y uno de los accionistas del canal. La entrevista incluyó menciones a las acusaciones por enriquecimiento ilícito que formuló el diario Página/12 sobre De Narvaéz. En el cierre de ese programa, mientras Sietecase realizaba una editorial sobre los periodistas y los dueños de los medios, se cortó la transmisión y comenzó La Cornisa, el programa siguiente en la programación habitual. Minutos antes, el periodista le había realizado incisivas preguntas sobre su patrimonio.
Según contó Sietecase, a las 3 semanas de sucedidos estos hechos mandaron al programa de "Tres poderes" a un estudio que estaba fuera del canal, y la relación con América a partir de la entrevista a De Narváez cambió totalmente. Según Sietecase, este hecho sumado a la postura neutral que tomó el programa durante el debate de la Ley de Servicios de Comunicación Audiovisual, determinó el levantamiento de Tres Poderes en noviembre de 2009 (un mes antes de finalizar el contrato).  
Además, Lado Salvaje, programa conducido por Sietecase y Montenegro en América 24 (filial de América), fue víctima de condiciones desiguales que determinaron su levantamiento. También fue levantada la columna de Sietecase en la radio LT8 de Rosario, propiedad de Grupo Uno de Daniel Vila y José Luis Manzano, también dueños de América. Según palabras de Sietecase:

"No nos sumamos a la campaña del canal que fue feroz contra la Ley de medios. Después decidieron levantar Tres poderes un mes antes de su finalización, terminó en noviembre y el contrato era hasta el 31 de diciembre. Lo que sorprende es que esa misma semana levantan [el programa] 'Lado salvaje' después de 5 años al aire y levantan mi columna en LT8, que parece que se olvidaron de ponerlo en el comunicado. Todo eso en 2 semanas, que la gente saque sus conclusiones".
Reinaldo Sietecase

América TV solo emitió un comunicado atribuyendo los levantamientos de Tres Poderes y Lado Salvaje a la finalización de los contratos.
El periodista fue convocado por la comisión de Medios de Comunicación y Libertad de Prensa del Senado a raíz de las repercusiones del levantamiento de los programas Tres Poderes y Lado Salvaje en América TV.